# Groupe d'allumeur de réverbères
En mathématiques, et notamment en théorie des groupes, le groupe d'allumeur de réverbères ou groupe de l'allumeur de réverbères est un groupe particulier ; c'est le produit en couronne restreint :
{\displaystyle L=\mathbb {Z} /2\mathbb {Z} \wr \mathbb {Z} }.
Le groupe de base B de L est
{\displaystyle \bigoplus _{-\infty }^{\infty }\mathbb {Z} /2\mathbb {Z} },
et donc L/B est isomorphe à {\displaystyle \mathbb {Z} }.
La présentation standard du groupe d'allumeur de réverbères provient de sa structure de produit en couronne : 
{\displaystyle \langle a,t\mid a^{2},[t^{m}at^{-m},t^{n}at^{-n}],m,n\in \mathbb {Z} \rangle },
que l'on peut simplifier en 
{\displaystyle \langle a,t\mid a^{2},(at^{n}at^{-n})^{2},n\in \mathbb {Z} \rangle }.
Les générateurs a et t sont intrinsèques au taux de croissance (en) remarquable ; ils sont parfois remplacés par a et at, ce qui change le logarithme du taux de croissance par un facteur au plus 2.
Le nom du groupe provient de l'interprétation comme le groupe agissant sur une suite doublement infinie de réverbères
{\displaystyle \ldots ,\ell _{-2},\ell _{-1},\ell _{0},\ell _{1},\ell _{2},\ldots }.
Chacun peut être dans l'un des états « éteint » ou « allumé ». L'allumeur de réverbères est devant un réverbère {\displaystyle \ell _{k}}. Le générateur t incrémente k, de sorte que l'allumeur se déplace vers le réverbère {\displaystyle \ell _{k+1}} ; le générateur  a change l'état du réverbère {\displaystyle \ell _{k}} d'allumé en éteint et vice-versa. 
On peut supposer qu'à tout moment, seul un nombre fini de réverbères sont allumés, de sorte que l'action de tout élément de 
L ne modifie qu'un nombre fini de réverbères.  Le nombre de réverbères allumés n'est pas borné. L'action du groupe est donc similaire à celle d'une machine de Turing.

## Articles liés
- Machine de Mealy
- Groupe de Grigorchuk
- Groupe résoluble